# 会计计量单位
在会计学与经济学领域内，会计计量单位或会计单位或记账单位（英語：Unit of account）是衡量商品、服务和其他交易的市场价值的标准数字货币单位。会计单位是货币职能之一，通常使用当地官方指定的货币为计量单位。